# Geocoris pallens
Geocoris pallens, o inseto ocidental de olhos grandes, é uma espécie de inseto de olhos grandes da família Geocoridae. É encontrado na América Central, América do Norte e Oceania.

## Subespécies
Estas duas subespécies pertencem à espécie Geocoris pallens :
- Geocoris pallens pallens Stal, 1854
- Geocoris pallens solutus Montandon, 1908